# Groot-Brittannië op de Olympische Winterspelen 1960
Tijdens de Olympische Winterspelen van 1960, die in Squaw Valley (Verenigde Staten) werden gehouden, nam Groot-Brittannië voor de achtste keer deel.

## Deelnemers en resultaten

### Alpineskiën
| Olympiër            | Discipline       | Resultaat | Prestatie                    |
| ------------------- | ---------------- | --------- | ---------------------------- |
| Charlach Mackintosh | afdaling (m)     | 35e       | 2.25,1 (+19,1)               |
| Charlach Mackintosh | reuzenslalom (m) | dq        | diskwalificatie              |
| John Oakes          | afdaling (m)     | 55e       | 2.36,0 (+30,0)               |
| John Oakes          | reuzenslalom (m) | 48e       | 2.16,3 (+28,0)               |
| Geoffrey Pitchford  | afdaling (m)     | 40e       | 2.27,3 (+21,3)               |
| Geoffrey Pitchford  | reuzenslalom (m) | 50e       | 2.20,4 (+32,1)               |
| Geoffrey Pitchford  | slalom (m)       | dq        | diskwalificatie              |
| Robert Skepper      | afdaling (m)     | 43e       | 2.28,1 (+22,1)               |
| Robert Skepper      | reuzenslalom (m) | 53e       | 2.26,2 (+37,9)               |
| Robert Skepper      | slalom (m)       | 36e       | 3.00,1 (+51,2) 1.41,6+1.18,5 |
|                     |                  |           |                              |
| Wendy Farrington    | afdaling (v)     | 28e       | 1.50,8 (+13,2)               |
| Wendy Farrington    | reuzenslalom (v) | 39e       | 2.04,2 (+24,3)               |
| Wendy Farrington    | slalom (v)       | 37e       | 2.39,2 (+49,6) 1.08,4+1.30,8 |
| Josephine Gibbs     | afdaling (v)     | 25e       | 1.50,3 (+12,7)               |
| Josephine Gibbs     | reuzenslalom (v) | 33e       | 1.51,9 (+12,0)               |
| Josephine Gibbs     | slalom (v)       | 27e       | 2.13,2 (+23,6) 1.04,1+1.09,1 |
| Renate Holmes       | afdaling (v)     | 31e       | 1.51,9 (+14,3)               |
| Renate Holmes       | reuzenslalom (v) | 38e       | 2.03,9 (+24,0)               |
| Renate Holmes       | slalom (v)       | 34e       | 2.23,5 (+33,9) 1.16,1+1.07,4 |
| Sonia McCaskie      | reuzenslalom (v) | 40e       | 2.06,1 (+26,2)               |

### Biatlon
| Olympiër     | Discipline | Resultaat | Prestatie                               |
| ------------ | ---------- | --------- | --------------------------------------- |
| John Moore   | 20 km (m)  | 29e       | 2:08.50,8 (+35.29,2) pen.: 14 (4-2-4-4) |
| Norman Shutt | 20 km (m)  | 30e       | 2:11.36,5 (+38.14,9) pen.: 13 (2-5-3-3) |

### Kunstrijden
| Olympiër        | Discipline | Resultaat | Prestatie                  |
| --------------- | ---------- | --------- | -------------------------- |
| Robin Jones     | mannen     | 12e       | pc. 113,0; 1220,400 punten |
| David Clements  | mannen     | 15e       | pc. 135,0; 1174,700 punten |
| Patricia Pauley | vrouwen    | 15e       | pc. 134,0; 1213,800 punten |
| Carolyn Krau    | vrouwen    | 19e       | pc. 168,0; 1160,300 punten |

### Langlaufen
| Olympiër      | Discipline | Resultaat | Prestatie            |
| ------------- | ---------- | --------- | -------------------- |
| John Moore    | 15 km (m)  | 44e       | 58.35,0 (+6.39,5)    |
| John Moore    | 30 km (m)  | 38e       | 2:08.58,6 (+17.54,7) |
| John Moore    | 50 km (m)  | 30e       | 3:43.15,3 (+44.09,0) |
| Andrew Morgan | 15 km (m)  | 49e       | 1:01.32,9 (+9.37,4)  |
| Andrew Morgan | 30 km (m)  | 41e       | 2:13.38,9 (+22.35,0) |
| Andrew Morgan | 50 km (m)  | dnf       | opgave               |
| Norman Shutt  | 15 km (m)  | 52e       | 1:07.34,0 (+15.38,5) |
| Norman Shutt  | 50 km (m)  | dnf       | opgave               |

### Schaatsen
| Olympiër       | Discipline   | Resultaat | Prestatie        |
| -------------- | ------------ | --------- | ---------------- |
| Terry Malkin   | 500 m (m)    | dnf       | opgave           |
| Terry Malkin   | 1500 m (m)   | 40e       | 2.25,0 (+14,6)   |
| Terry Malkin   | 5000 m (m)   | 33e       | 8.56,1 (+1.04,8) |
| Terry Monaghan | 500 m (m)    | 38e       | 44,0 (+3,8)      |
| Terry Monaghan | 1500 m (m)   | 26e       | 2.19,9 (+9,5)    |
| Terry Monaghan | 5000 m (m)   | 11e       | 8.15,3 (+24,0)   |
| Terry Monaghan | 10.000 m (m) | 5e        | 16.31,6 (+45,0)  |

Argentinië · Australië · Bulgarije · Canada · Chili · Denemarken · Duits eenheidsteam · Finland · Frankrijk · Groot-Brittannië · Hongarije · IJsland · Italië · Japan · Libanon · Liechtenstein · Nederland · Nieuw-Zeeland · Noorwegen · Oostenrijk · Polen · Sovjet-Unie · Spanje · Tsjecho-Slowakije · Turkije · Verenigde Staten · Zuid-Afrika · Zuid-Korea · Zweden · Zwitserland